# 25I-NBOH
25I-NBOH é uma droga psicodélica derivada das feniletilaminas. Foi descoberta, em 2006, por uma equipe da Purdue University.
Por possuir estrutura molecular e efeitos similares aos de outras já conhecidas e proibidas, como os alucinógenos LSD e NBOMe, foi colocada pela Agência Nacional de Vigilância Sanitária (Anvisa) na lista de drogas proibidas em 2018.